# Cenizas eternas
Pour plus de détails, voir Fiche technique et Distribution.
Cenizas eternas est un film dramatique, aventures franco-vénézuélien réalisé par Margarita Cadenas, sorti en 2011.

## Fiche technique
- Titre : Cenizas eternas
- Réalisation : Margarita Cadenas
- Scénario : Margarita Cadenas
- Montage : Zoum Dominguez, Margarita Cadenas et Juan Teppa
- Musique : Tulio Cremisini
- Photographie : Alfredo Cova
- Producteur : Margarita Cadenas
  - Coproducteur : Antonio Subero
  - Producteur délégué : Patricia Velásquez
  - Producteur associé : Pilar Arteaga
- Production : Inversiones Talento, Cines Unidos de Venezuela, Antoni Films et MC2 Productions
- Distribution :
- Pays d’origine :  Venezuela et  France
- Langue originale : espagnol
- Genre : drame, aventures
- Durée : 100 minutes
- Dates de sortie :
  -  Venezuela : 9 décembre 2011
  -  France : 5 novembre 2014

## Distribution
- Patricia Velásquez : Ana
- Danay García : Elena
- Camila Alcantara : Elena jeune
- Angeles Cruz : Maitri
- Enrique Chino Dorante : Turema
- Alejo Felipe : Père Felipe
- Erich Wildpret : Ricardo
- Francisco Gonzalez : Hukomawë